# 勅願所
勅願所（ちょくがんしょ）とは、時の天皇・上皇の勅命により、鎮護国家・玉体安穏などを祈願する神社。勅願宮、勅願社などと称する場合もある。

## 主要な勅願所
- 金刀比羅宮（香川県琴平町） - 桃園天皇より「日本一社」の綸旨を賜わり勅願所となる。
- 坐摩神社（大阪府大阪市） - 神功皇后が三韓征伐後に坐摩神を奉斎。
- 宗忠神社（京都府京都市） - 朝廷や公卿の尊崇が篤く、孝明天皇の勅願所になる。
- 一宮神社 (新居浜市)（愛媛県新居浜市） - 嵯峨天皇の勅願所として神号正一位一宮大明神の額を賜る。